# Зеленин, Дмитрий Вадимович
Дми́трий Вади́мович Зеле́нин (род. 27 ноября 1962, Москва, СССР) — российский политик, экономист и предприниматель. Губернатор Тверской области с 30 декабря 2003 года по 16 июня 2011 года.

## Биография
В 1979 году окончил школу № 69 с углублённым изучением английского языка. В 1979—1981 годах учился в МАИ.
В 1986 году окончил факультет управления и прикладной математики Московского физико-технического института и поступил в аспирантуру института.
В 1986—1988 годах работал в Государственном научно-исследовательском институте авиационных систем (ГосНИИАС), в отделении микроэлектронных бортовых систем. Опубликовал 29 научных работ. В 2006 году защитил диссертацию кандидата экономических наук по теме «Управление инновационным развитием регионального промышленного комплекса».
В 1989 году участвовал в создании кооперативов «Микрокард» и «Гирвас», а впоследствии, и предприятия «Микродин», специализировавшихся на программном обеспечении и поставках вычислительной техники. С 1990 года входит в состав Совета директоров АО «Микродин».
С 1990 по 1993 год занимал пост заместителя начальника Управления межотраслевого коммерческого банка «Ресурс Банк», с 1993 по 1995 год — заместителя председателя правления Русского акционерного торгового банка «РАТО Банк».
В 1994 году вошёл в Совет директоров АМО «ЗИЛ» и «Пермские моторы». С марта по декабрь 1995 года — президент-председатель Правления МКБ «Ресурс Банк». С января по сентябрь 1996 года — генеральный директор АООТ «Интеррос».
С 1996 по 2000 год — первый заместитель генерального директора РАО «Норильский никель». С 2001 по 2002 год — первый заместитель генерального директора, первый вице-президент, член Правления и Совета директоров ОАО ГМК «Норильский никель», член Правления РАО «Норильский никель».
В декабре 1999 года создал и возглавил общественную организацию «Ассоциация менеджеров», президентом которой является по настоящее время.
Член генсовета партии «Единая Россия» (2007). 
В сентябре 2008 года возглавил кафедру государственного и муниципального управления Российского государственного гуманитарного университета.
В 2009 году возглавлял Всероссийскую федерацию парусного спорта.
В декабре 2011 года был избран депутатом районного Собрания депутатов по Толмачёвскому избирательному округу Лихославльского района Тверской области. В 2012 году вошёл в состав постоянной комиссии по финансовым вопросам.
В 2022 году получил гражданство Кыргызстана (УП КР № 359 от 26.10.2022 г.).

### Государственная служба
В октябре 2002 года назначен заместителем председателя Государственного комитета России по физической культуре и спорту. На этом посту курировал финансово-экономическую, материально-техническую и инвестиционную политику в области физической культуры и спорта.

### Губернатор Тверской области
21 декабря 2003 года победил на выборах губернатора Тверской области. Вступил в должность 30 декабря 2003 года.
В 2007 году был повторно избран губернатором Тверской области после того как «Президент РФ Владимир Путин внёс в Законодательное собрание Тверской области кандидатуру действующего губернатора, члена генсовета партии „Единая Россия“ Дмитрия Зеленина для наделения его полномочиями главы региона на второй срок».
С 25 сентября 2007 по 27 мая 2008 — член президиума Государственного совета Российской Федерации.
13 октября 2010 года губернатор разместил в микроблоге фотографию с кремлёвского приёма с дождевым червём в своей тарелке.
В тот же день Помощник президента Российской Федерации Сергей Приходько назвал «глупой и безответственной» запись в twitter губернатора Дмитрия Зеленина о живых дождевых червях в салате, поданном ему на официальном приёме в Кремле и предложил уволить чиновника за «слабоумие».
После этого информация о происшествии была удалена из блога самого Зеленина и из ряда других источников.
27 ноября 2010 года президент Медведев загладил ситуацию шуткой.
16 июня 2011 года Дмитрий Медведев подписал Указ «О досрочном прекращении полномочий губернатора Тверской области». В тексте указа уточняется, что глава государства принял отставку руководителя региона по собственному желанию. Временно исполняющим обязанности губернатора Тверской области Дмитрий Медведев назначил Андрея Шевелёва.

### Дальнейшая карьера
После своей отставки летом 2011 года Зеленин заявил, что намерен развивать в Тверской области агропроекты — производить картофель и мясо. Зеленин пообещал инвестировать в сельское хозяйство миллиарды рублей.
Является руководителем нескольких крупных и, по оценкам специалистов, успешных сельхозпроектов.
С 2014 года ведущий программы «Дело» на телеканале РБК.
После начала российского вторжения на Украину получил гражданство Кыргызстана.

## Награды
- Орден Дружбы (2011 год)[21].
- Медаль ордена «За заслуги перед Отечеством» II степени.
- Медаль «За отличие в ликвидации последствий чрезвычайной ситуации» (МЧС России, 2010 год)[22].
- Медаль «За боевое содружество» (ФСБ).
- Благодарность Правительства Российской Федерации (2007 год)[23].
- Лауреат национальной премии бизнес-репутации «Дарин» Российской Академии бизнеса и предпринимательства в 2006 году.

## Семья
Женат. Жена — Алла Альбертовна Зеленина. Дети — Алина (1997 г.р.), Галина (1999 г.р.), Артём (2001 г.р.) и Роман (2004 г.р.).